# Diocesi di Aradi
La diocesi di Aradi (in latino Dioecesis Araditana) è una sede soppressa e sede titolare della Chiesa cattolica.

## Storia
Aradi, forse identificabile con Henchir-Bou-Arada nell'odierna Tunisia, è un'antica sede episcopale della provincia romana dell'Africa Proconsolare, suffraganea dell'arcidiocesi di Cartagine.
Sono noti due vescovi di questa antica diocesi. Tra i prelati cattolici convocati a Cartagine dal re vandalo Unerico nel 484 partecipò il vescovo Fortunaziano, che venne esiliato in Corsica. Emiliano prese parte al concilio di Cartagine del 525.
Dal 1933 Aradi è annoverata tra le sedi vescovili titolari della Chiesa cattolica; dal 10 dicembre 2024 il vescovo titolare è Rui Augusto Jardim Gouveia, vescovo ausiliare di Lisbona.

## Cronotassi

### Vescovi
- Fortunaziano † (menzionato nel 484)
- Emiliano † (menzionato nel 525)

### Vescovi titolari
- Bryan Joseph McEntegart † (19 agosto 1953 - 16 aprile 1957 nominato vescovo di Brooklyn)
- Johannes Vonderach † (31 ottobre 1957 - 18 gennaio 1962 succeduto vescovo di Coira)
- Eduard Schick † (14 aprile 1962 - 18 dicembre 1974 nominato vescovo di Fulda)
- Bernard Francis Pappin † (29 gennaio 1975 - 27 agosto 1998 deceduto)
- Annetto Depasquale † (16 novembre 1998 - 29 novembre 2011 deceduto)
- Wayne Joseph Kirkpatrick (18 maggio 2012 - 18 dicembre 2019 nominato vescovo di Antigonish)
- Francisco Daniel Rivera Sánchez, M.Sp.S. † (25 gennaio 2020 - 18 gennaio 2021 deceduto)
- Germán Medina Acosta (11 giugno 2021 - 29 giugno 2024 nominato vescovo di Engativá)
- Rui Augusto Jardim Gouveia, dal 10 dicembre 2024